# Hans-Werner Braun
Hans-Werner Braun (* im 20. Jahrhundert) ist ein deutsch-amerikanischer Internetpionier.

## Leben und Werk
Hans-Werner Braun erwarb 1978 einen Abschluss als Diplom-Ingenieur im Fach Elektrotechnik an der Fachhochschule Bielefeld. Nach fünf Jahren an der Universität Köln ging er 1983 an die University of Michigan, wo er in der MERIT (Michigan Educational Research Triad) Computer Network and Information Technology Division für die Internet Engineering Group und die Entwicklung eines NSFNET Backbone verantwortlich war. 1991 wechselte er an das San Diego Supercomputer Center; hier arbeitete er in leitender Funktion für verschiedene NSF-finanzierte Projekte. Von 1996 bis 2004 war Braun bei der Teledesic Corporation als Chief Network Architect und Internet Architect beschäftigt. Seit 1996 war er auch an der University of California, San Diego tätig, seit 2003 als Adjunct Professor.
Hans-Werner Braun war eine Schlüsselfigur bei der Entwicklung des National Science Foundation Network (NSFNET) und dem daraus resultierenden Wachstum des Internets in Bezug auf Geschwindigkeit, Reichweite und Zuverlässigkeit. Seine Arbeit hat dazu beigetragen, den Weg für groß angelegtes Routing zu ebnen und ein Modell für Internet-Netzwerke auf der ganzen Welt zu schaffen. Der Start des NSFNET 1988 mit 1,5 Mbit/s Backbone wird als die Geburt des modernen Internet angesehen.
Als Co-Autor von sieben RFCs in den 1980er und 1990er Jahren hatte er maßgeblichen Einfluss auf die Entwicklung des Internets.
Seit dem Jahr 2000 ist Braun maßgeblich an der Entwicklung des HPWREN-Netzes (High Performance Wireless Research and Education Network) beteiligt, das aus einer Reihe verbundener Netzwerke besteht. HPWREN verbindet Sensoren und Kameras und wird unter anderem zur Wetterbeobachtung und Feuerbekämpfung eingesetzt.
2021 wurde Hans-Werner Braun für seine Leistungen im Zusammenhang mit der Entwicklung des NSFNET in die Internet Hall of Fame aufgenommen.